# ارنست چارلز اشتون
ارنست چارلز اشتون (انگلیسی: Ernest Charles Ashton؛ ۱۸۷۳ – ۱۹۵۷) فرد نظامی بود. وی همچنین برندهٔ جوایزی همچون نشان حمام شده‌است.